# Nostalgimässan i Göteborg
Nostalgimässan i Göteborg är Skandinaviens största mässa för modelljärnväg, leksaksbilar, dockor, skalmodeller med mera, exempelvis av märket Märklin.
Drivs sen 2013 av Netauktion.

## Historik
- År 1983 startade man nostalgimässan i Göteborg.
- År 1989 börjar man arrangera mässan två gånger.
- År 1995 flyttas mässan till Arkens konferenscenter på Hisingen.
- År 2000 flyttas mässan ytterligare en gång, denna gång till Eriksbergshallen.
- År 2013 flyttas mässan ytterligare en gång, denna gång till Aktiviteten i Mölndal.
- År 2014 flyttas mässan ytterligare en gång, denna gång till Arken Hotel.